# Furina
Furina är ett släkte av ormar som ingår i familjen giftsnokar.
Släktets medlemmar blir vanligen upp till 75 cm långa och Furina tristis når ibland en längd av en meter. Arterna förekommer i Australien samt Nya Guinea och vistas i olika habitat från trädgårdar till öknar. De äter antagligen små ödlor. Hos arter som är mera kända lägger honor ägg.
Arter enligt Catalogue of Life och The Reptile Database:
- Furina barnardi
- Furina diadema
- Furina dunmalli
- Furina ornata
- Furina tristis